# Przejście graniczne Piwniczna-Mníšek nad Popradom
Przejście graniczne Piwniczna-Mníšek nad Popradom – polsko-słowackie drogowe przejście graniczne położone w województwie małopolskim, w powiecie nowosądeckim, w gminie Piwniczna-Zdrój, w miejscowości Piwniczna-Zdrój, zlikwidowane w 2007.

## Opis
Przejście graniczne Piwniczna-Mníšek nad Popradom, z miejscem odprawy granicznej po słowackiej w miejscowości Mníšek nad Popradom, czynne przez całą dobę. Dopuszczony był ruch osobowy i mały ruch graniczny. Kontrolę graniczną osób, towarów oraz środków transportu wykonywała kolejno: Graniczna Placówka Kontrolna Straży Granicznej w Piwnicznej-Zdroju, Placówka Straży Granicznej w Piwnicznej-Zdroju.
Do przejścia od strony polskiej prowadzi droga krajowa nr 87 zaś po stronie słowackiej jej przedłużeniem jest droga krajowa nr 68.
21 grudnia 2007 na mocy układu z Schengen przejście graniczne zostało zlikwidowane.

### Przejścia graniczne z Czechosłowacją
W okresie istnienia Czechosłowackiej Republiki Socjalistycznej funkcjonowały w tym miejscu polsko-czechosłowackie przejścia graniczne:
- Piwniczna-Mníšek nad Popradom – małego ruchu granicznego II kategorii. Zostało utworzone 13 kwietnia 1960[3]. Czynne w godz. 6.00–7.00, 12.00–13.00 i 19.00–20.00 w okresie letnim (15 maja–30 września). Dopuszczony był ruch osób i środków transportu w związku z użytkowaniem gruntów[4]. Odprawę graniczną i celną wykonywały organy Wojsk Ochrony Pogranicza[5]. Kontrolę graniczną i celną osób, towarów oraz środków transportu wykonywała Strażnica WOP Piwniczna.
- Piwniczna od 1970 roku – drogowe, czynne całą dobę. Dopuszczony był ruch osobowy[6] i od 28 grudnia 1985 roku mały ruch graniczny I kategorii[7][8]. Kontrolę graniczną osób, towarów oraz środków transportu wykonywała Graniczna Placówka Kontrolna Piwniczna.

W II RP istniało polsko-czechosłowackie przejście graniczne Piwniczna-Mnísek nad Popradom (miejsce przejściowe po drogach ulicznych), na czechosłowackiej drodze celnej Piwniczna – Hanuszów – Mnísek nad Popradom. Był to punkt przejściowy z prawem dokonywania odpraw mieszkańców pogranicza, bez towarów w czasie i na zasadach obowiązujących urzędy celne, ustawione przy drogach kołowych. Dopuszczony był mały ruch graniczny. Przekraczanie granicy odbywało się na podstawie przepustek: jednorazowych, stałych i gospodarczych.